# 格奧爾基·德梅特雷斯庫
格奧爾基·德梅特雷斯庫（羅馬尼亞語：Gheorghe Demetrescu，1885年1月22日—1969年7月15日）是一名羅馬尼亞數學家、天文學家和地震學家，羅馬尼亞科學院天文研究所所長，羅馬尼亞科學院院士，羅馬尼亞學院正式院士。

## 著作
- 德梅特雷斯庫, 格奧爾基. . 1952年 （罗马尼亚语）.
- 德梅特雷斯庫, 格奧爾基. . 1967年 （罗马尼亚语）.
- 德梅特雷斯庫, 格奧爾基; Cristescu, Cornelia. . 羅馬尼亞社會主義共和國科學院出版社. 1967年 （罗马尼亚语）.
- 德梅特雷斯庫, 格奧爾基. . 科學出版社. 1967年 （罗马尼亚语）.

## 外部連結
- Membrii Academiei Române din 1866 până în prezent – D （页面存档备份，存于）
- Date biografice la Universitatea Babeș-Bolyai （页面存档备份，存于）
- Biblioteca de Astronomie a Observatorului Cluj （页面存档备份，存于）